# 東京山手急行電鉄
東京山手急行電鉄（とうきょうやまのてきゅうこうでんてつ）は、かつて東京外周に約50 kmに渡る環状路線を建設しようとした鉄道事業者。世界恐慌の影響で計画は頓挫した。
後に帝都電鉄と改称して現在の京王井の頭線を建設し、1940年（昭和15年）に小田原急行鉄道に吸収合併された。

## 概要
東京では1925年（大正14年）に山手線の環状運転が開始されていたが、沿線のさらなる発展を見込み、私鉄によってその外周にもう一つの環状路線を形成することが考え出された。当時の鉄道省文書（帝都電鉄の綴）にも東京郊外の環状線計画について検討が行われた記録が残されている。
1926年（大正15年）9月に免許申請がなされた。しかし、鉄道省での審議は反対派擁護派双方譲らず結論が出なかった。この騒ぎに井上匡四郎鉄道大臣が仲裁に入り調査会を開くことになった。その矢先第1次若槻内閣が総辞職という事態が発生した。このため井上大臣は1927年（昭和2年）4月19日に省議を開き、東京山手急行電鉄に対する免許交付を指示し、懸案事項の解決をみることになった。ところが当時は昭和金融恐慌が起こるなど不景気であったため、発起人にはこれだけの新線を建設するだけの資金は存在しなかった。また、ほぼ全線を掘割での建設を予定するなど建設費が割高であったことや、交差する各線（他の鉄道事業者）との協議をせねばならないなど、明らかに杜撰な計画であった。なお、掘割にしたのは発生する残土で沿線の湿地を埋め立てて住宅地として分譲する計画があったからで、実際に住宅開発を行うための「東京山手急行証券」という子会社も設立されている。
そのため、鬼怒川水力電気の総帥であり小田原急行鉄道（現、小田急電鉄の前身）を経営していた利光鶴松の傘下に入り、増資を行って建設の機会を待つことにした。
それと同じ頃の1928年（昭和3年）に、現在の京王井の頭線に当たる渋谷駅 - 吉祥寺駅間の免許を城西電気鉄道（後に渋谷急行電鉄と改称）という会社が得ていたが、こちらも建設の資金はなく、同じように利光の傘下になった。
利光は、1931年（昭和6年）に東京山手急行電鉄を改称した東京郊外鉄道に渋谷急行電鉄を合併させたが、当時は小田原急行鉄道も現在の小田原線を1927年（昭和2年）に開業させたばかりで、さらに乗客数が伸びず苦心していた頃でもあり、東京郊外鉄道の環状線を建設するだけの余力はなかった。
そのため、比較的建設が容易とみられた渋谷急行電鉄の免許線の方を先に開業させることにし、1933年（昭和8年）に社名を帝都電鉄へと改称し、同年から翌1934年（昭和9年）にかけて順次開業させた。
東京山手急行電鉄が保有していた免許線の建設もあきらめたわけではなく、1936年（昭和11年）には東京東部に当たる区間の免許を失効させて終点を山手線駒込駅に変更し、大井町駅 - 駒込駅間の施行免許を得た。だが日中戦争が1937年（昭和12年）に勃発して次第に戦時体制となる中、山東半島における金鉱開発に失敗したこと、日本発送電の発足に伴い鬼怒川水力電気の電力事業を失ったこともあり、利光の事業環境は一層苦しくなっていった。これにより東京山手急行電鉄免許線の建設は到底無理となったため、帝都電鉄が小田急に統合された1940年（昭和15年）に、1932年（昭和7年）施行許可を得た残り区間の免許も失効した。
1942年（昭和17年）に陸上交通事業調整法に基づいて東京都南西部の私鉄が東京急行電鉄、いわゆる「大東急」に統合された際、旧帝都電鉄の路線は「井の頭線」という名称になった。1948年（昭和23年）に大東急が解体された際、経営的な判断から旧京王電気軌道の路線と組み合わされて、「京王帝都電鉄」として分離され、社名に旧帝都電鉄の名残をとどめていたが、1998年（平成10年）に社名を「京王電鉄」に変更した。

## ルート
京浜線（東海道本線）の大井町駅を起点とし、池上電気鉄道線の雪ヶ谷駅、東京横浜電鉄東横線の自由ヶ丘駅、玉川電気鉄道線の弦巻駅、小田急線の梅ヶ丘駅、計画中の渋谷急行電鉄と京王電気軌道線が交差する松原駅（渋谷急行電鉄側は西松原駅として開業、双方とも免許下付期間中に明大前駅に改称）、中央本線中野駅、西武鉄道村山線の沼袋駅、武蔵野鉄道武蔵野線の江古田駅、東武東上本線の下板橋駅と山手線支線の板橋駅、山手線・東北本線の田端駅、常磐線・東武伊勢崎線の北千住駅付近を経て、寺島町・大島町・砂町を経由し洲崎町に至る予定であった。
また1925年（大正14年）に東京特別都市計画高速鉄道網として、東京地下鉄道が計画していた現在の銀座線新橋駅以北のほかに、東京市（1943年〈昭和18年〉に東京府との合同で東京都となる）が4本の路線を建設する計画を立てており、その中に5号線として池袋 - 一ツ橋 - 永楽町（東京駅） - 中橋広小路 - 永代橋 - 洲崎間という路線が存在したが、東京山手急行電鉄ではこの路線との直通運転も計画していたといわれる。
1936年（昭和11年）には、前述のように終点を駒込駅に変更し、以東の区間を放棄した。
井の頭線が京王線・玉川上水の下をくぐる明大前駅付近の構造物に複々線分の用地があるが、これは現在の井の頭線に加えて東京山手急行電鉄免許線が通ることを考慮したためといわれる 。

### 想定されていた駅
（「東京山手急行電鐵 株式募集」の冊子に掲載されていたダイヤグラム及び地図より）
大井町駅 - 鹿島谷駅 - 大井原駅 - 大仏駅 - 小池駅 - 山谷駅 - 日下山駅 - 沖之谷駅 - 碑衾駅 - 深沢駅 - 駒沢駅 - 弦巻駅 - 下町駅 - 国士舘駅 - 松原駅 - 羽根木駅 - 松沢駅 - 和泉駅 - 和田堀駅 - 妙法寺前駅 - 天神前駅 - 中野駅 - 新井薬師前駅 - 大下駅 - 江古田駅 - 小竹駅 - 大谷口駅 - 上板橋駅 - 中宿駅 - 下板橋駅 - 鴻之台駅 - 御代之台駅 - 瀧ノ川駅 - 染井駅 - 駒込駅

## 大東京鉄道
なお鶴見 - 等々力 - 経堂 - 桜上水 - 西永福 - 荻窪 - 練馬 - 東武練馬 - 川口 - 竹ノ塚 - 金町間に、東京山手急行電鉄の外側にさらに大きな環状線を形成する「大東京鉄道」の計画もあったが、こちらも1936年（昭和11年）頃に免許失効となった。
大東京鉄道は金町電気鉄道出自のこの環状線計画のほかに、環状線の浮間から分岐して笹目を経て大宮へ向かう路線の計画も持っていた。更に、北武電気鉄道から譲渡された京北線 日暮里 - 尾久 - 町屋 - 荒川放水路 - 大師前 - 伊興 - 舎人 - 南新郷 - 安行 - 出羽村 - 越ヶ谷 - 野田町間や東京大宮電気鉄道から譲渡されたの大宮氷川公園 - 与野 - 浦和 - 蕨 - 笹目 - 志村 - 板橋 - 巣鴨間などの計画も持っていた。